# Centro Sport Inca
Sport Inca fue un club de fútbol peruano, formado en el distrito de Rímac, del Departamento de Lima. Fue fundador de la Liga Peruana de Fútbol en 1912. 

## Historia
Fue fundado en el distrito de Rímac por trabajadores de la fábrica de tejidos Inca Cotton Mill del barrio de Malambo. Fue el primer club fundado en los barrios bajopontinos y uno de los clubes fundadores de la Liga Peruana de Fútbol. Jugó en la Primera División del Perú desde 1912 hasta 1921 ganando el campeonato en 1920. En los años siguientes participó en las categorías de ascenso. Fue uno de los pocos equipos limeños que venció al Sport Alianza, en su mejor momento.
En 1970 fue campeón de la Liga de Lima y participó en el cuadrangular por el ascenso a Segunda División con Santiago Barranco, Defensor San Borja y Atlético Chalaco, donde este último campeonó y logró el ascenso. El club desapareció en 1992 tras no participar en el torneo de Segunda División de la Liga del Rímac de ese año.

## Datos del club
- Temporadas en Primera División: 10 (1912-1921).

## Uniforme
- Uniforme principal: Camiseta marrón con franja blanca, short blanco, medias marrones.
- Uniforme secundario: Camiseta marrón con franja blanca, short blanco, medias blancas.

#### Uniforme titular (1912-1992)
| Titular 1 | Titular 2 | Titular 3 | Titular 4 | Titular 5 | Titular 6 | Titular 7 | Titular 8 | Titular 9 |  |

## Palmarés

### Torneos nacionales
| Competición nacional          | Títulos | Subtítulos |
| ----------------------------- | ------- | ---------- |
| Primera División del Perú (1) | 1920    |            |

### Torneos regionales
| Competición                             | Títulos | Subtítulos |
| --------------------------------------- | ------- | ---------- |
| Liga de Lima (1)                        | 1970.   |            |
| Liga Distrital del Rímac (1)            | 1987.   |            |
| Segunda División de la Liga de Lima (1) | 1955.   |            |

## Enlaces
- 105 Aniversario ADPF, Historia
- Facebook: Centro Sport Inca
- Liga Peruana Fútbol, El Génesis
- Espectáculo y autogobierno del fútbol, capítulo 4 de La difusión del fútbol en Lima, tesis de Gerardo Álvares Escalona, Biblioteca de la Universidad Nacional Mayor de San Marcos
- Tesis Difusión del Fútbol en Lima
- Torneo de 1918
- Torneo de 1919

- Datos: Q7579355